# 巴尔迪基耶里-达斯蒂
巴尔迪基耶里-达斯蒂（義大利語：Baldichieri d'Asti），是意大利阿斯蒂省的一个市镇。总面积5.21平方公里，人口1056人，人口密度202.7人/平方公里（2009年）。ISTAT代码为005007。